# Laimbach (Gemeinde Bad Leonfelden)
Laimbach ist eine Katastralgemeinde in der Stadtgemeinde Bad Leonfelden im Mühlviertel in Oberösterreich. Bis 1938 war Laimbach eine eigenständige Gemeinde.

## Geographie
Die Katastralgemeinde Laimbach erstreckt sich über eine Fläche von 947,85 Hektar. In ihr liegen die Ortschaften Haid, Oberlaimbach, Oberstern, Unterlaimbach und Unterstern.
Durch Laimbach verläuft die Europäische Hauptwasserscheide zwischen Atlantik und Schwarzem Meer.

## Geschichte
Der Ortsname wurde im Jahr 1356 als im Laimpach urkundlich erwähnt. Er leitet sich vom mittelhochdeutschen leim für ‚Lehm‘ ab.
Laimbach war bis 1938 eine eigenständige Gemeinde. Als ihre Bürgermeister amtierten:
- Simon Erlinger (von 1850 bis 1854)
- Georg Königstorfer (von 1855 bis 1861)
- Jakob Schenkenfelder (von 1861 bis 1878, bestätigt 1870)
- Josef Forstner (von 1878 bis 1888)
- Franz Deibl (von 1888 bis 1894)
- Michael Gabauer (von 1894 bis 1903)
- Johann Ratzenböck (von 1903 bis 1905, erste Amtszeit)
- Michael Gabauer (von 1906 bis 1923)
- Johann Ratzenböck (von 1924 bis 1938, zweite Amtszeit)[5]

Im Jahr 1939 wurde Laimbach in Bad Leonfelden eingemeindet.

## Kultur und Sehenswürdigkeiten

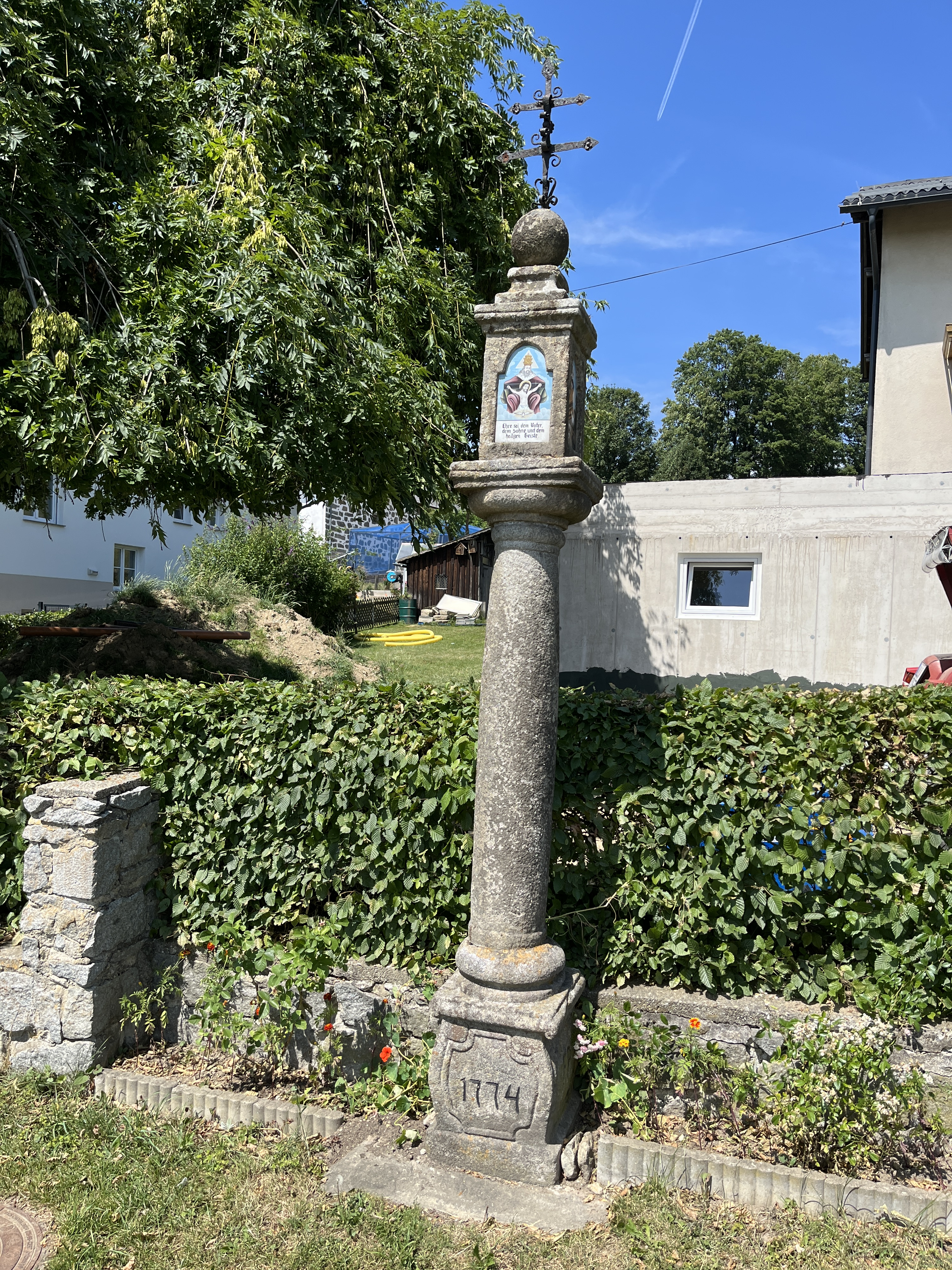
Pötscher-Kreuzsäule

Die mittelalterliche Glashütte am Sternstein und die Pötscher-Kreuzsäule beim Hof Pötscher stehen unter Denkmalschutz. Vor dem Hof Unterstern Nr. 1 befindet sich eine Giebelkapelle aus der zweiten Hälfte des 19. Jahrhunderts.

## Infrastruktur
Das Feuerwehrhaus der Freiwilligen Feuerwehr Laimbach stammt aus dem Jahr 1987. Die Böhmerwald Straße (B 38) und die Leonfeldener Straße (B 126) führen durch die Katastralgemeinde.